# Фауста Сирмийская
Фа́уста (Фа́вста) Сирми́йская (III век) — святая сирмийская. День памяти в католической церкви — 19 декабря.
Святая Фауста была матерью святой Анастасии Узорешительницы. Она считается образцовой матерью, обладавшей даром вырастить святую дочь.
Святая Фауста изображена на одной из колонн в колоннаде на площади Святого Петра в Риме.